# Кенджеловець
45°56′ пн. ш. 16°40′ сх. д. / 45.94° пн. ш. 16.67° сх. д.
Кенджеловець (хорв. Kenđelovec) — населений пункт у Хорватії, у Копривницько-Крижевецькій жупанії у складі громади Светі-Іван-Жабно.

## Населення
Населення за даними перепису 2011 року становило 164 осіб.
Динаміка чисельності населення поселення: